# Конець (Велізький район)
Кінець (рос. Конец) — присілок Велізького району Смоленської області Росії. Входить до складу Крутовського сільського поселення .
Населення — 46 осіб (2007 рік).